# Benedikt Kranemann
Benedikt Kranemann (* 13. Dezember 1959 in Münster) ist ein deutscher Professor für Liturgiewissenschaft an der Katholisch-Theologischen Fakultät der Universität Erfurt.

## Leben
Benedikt Kranemann studierte katholische Theologie, Germanistik und Philosophie an der Westfälischen Wilhelms-Universität in Münster. Von 1988 bis 1994 war er wissenschaftlicher Assistent bei Professor Klemens Richter und Hochschuldozent an der Katholisch-Theologischen Fakultät der Universität Münster, wo er 1989 im Fach Liturgiewissenschaft mit einer Dissertation über die Liturgie der katholischen Aufklärung promoviert wurde. Seine Habilitation zur Liturgiegeschichte des Bistums Münster schloss er 1994 ab.
Von 1994 bis 1998 war Kranemann Privatdozent an der Katholisch-Theologischen Fakultät Münster und zugleich von 1995 bis 1998 Leiter der wissenschaftlichen Bibliothek des Deutschen Liturgischen Instituts in Trier. Er nahm Lehraufträge an den Katholisch-Theologischen Fakultäten in Trier und Fribourg wahr. Seit 1998 hat er die Professur für Liturgiewissenschaft an der Katholisch-Theologischen Fakultät Erfurt inne. Von 2003 bis 2008 war er Dekan der Fakultät. Dem Hochschulrat der Universität gehörte er von 2008 bis 2016 an. Von Oktober 2017 bis 2024 war er Vizepräsident für Forschung und wissenschaftlichen Nachwuchs der Universität Erfurt. Er leitet das Theologische Forschungskolleg an der Universität Erfurt. Über viele Jahre war er Sprecher des Universitären Schwerpunkts Religion der Universität Erfurt und des Research Centre Dynamik ritueller Praktiken im Judentum in pluralistischen Kontexten von der Antike bis zur Gegenwart. Er ist Sprecher des Theologischen Forschungskollegs an der Universität Erfurt und des Nachwuchskollegs Theologie – Tradition – Transformation [t³].
Seit 2017 ist Kranemann Mitglied in der Akademie gemeinnütziger Wissenschaften zu Erfurt.
Forschung und Publikationen von Benedikt Kranemann haben diese Schwerpunkte:
- Geschichte und Methoden der Liturgiewissenschaft
- Liturgiegeschichte seit der Frühen Neuzeit (insbesondere 18. bis frühes 20. Jahrhundert)
- Liturgie in aktuellen Transformationsprozessen von Kirche und Gesellschaft
- Liturgie und gesellschaftliche Krisenzeiten
- Rituelle Dimension christlicher Liturgie

Kranemann war von 2002 bis 2018 Vorsitzender der Arbeitsgemeinschaft katholischer Liturgiewissenschaftlerinnen und Liturgiewissenschaftler im deutschen Sprachgebiet. Als Sprecher der Arbeitsgemeinschaft der theologischen Disziplinen (bis Oktober 2017) war er häufiger Leiter der „Mainzer Gespräche“. Von 2012 bis 2020 war er Mitglied im Fachkollegium 107 (Theologien) der Deutschen Forschungsgemeinschaft. Er ist seit 2016 Berater der Kommission für Ökumene (II) der Deutschen Bischofskonferenz. Im Januar 2018 befürwortete Kranemann den Vorschlag des Osnabrücker Bischofs Franz-Josef Bode, eine liturgische Segnung gleichgeschlechtlicher Paare zu ermöglichen. Durch die Deutsche Bischofskonferenz wurde er 2016 in die Liturgische Konferenz der Evangelischen Kirche in Deutschland entsandt. Seit 1999 ist er Mitglied im Vorstand des Deutschen Liturgischen Instituts in Trier. Er gehört seit 2022 dem wissenschaftlichen Beirat des Katholischen Bibelwerkes Stuttgart an. Seit 2025 ist er Mitglied im Council der internationalen ökumenischen liturgiewissenschaftlichen Societas Liturgica.
Kranemann ist Mitherausgeber der Fachzeitschriften Archiv für Liturgiewissenschaft und Liturgisches Jahrbuch sowie Theologie der Gegenwart. Er ist Herausgeber der Liturgiewissenschaftlichen Quellen und Forschungen und Mitherausgeber der Reihen Praktische Theologie heute und Evangelische-katholische Studien zu Gottesdienst und Kirche.

## Schriften (Auswahl)
Als Verfasser
- mit Albert Gerhards: Grundlagen und Perspektiven der Liturgiewissenschaft. Wissenschaftliche Buchgesellschaft, Darmstadt 2019, ISBN 978-3-534-27214-3 (überarbeitete 4. Auflage von Einführung in die Liturgiewissenschaft. Wissenschaftliche Buchgesellschaft, Darmstadt  2006; 3. Aufl. 2013, ISBN 978-3-534-15742-6).
- Geschichte, Stand und Aufgaben der Liturgiewissenschaft. In: Martin Klöckener, Reinhard Meßner (Hrsg.): Wissenschaft der Liturgie I. Begriff, Geschichte, Konzepte (= Gottesdienst der Kirche, Band 1,1). Pustet, Regensburg 2022, S. 277–468.

Als Mitherausgeber
- mit Jürgen Bärsch in Verbindung mit Winfried Haunerland, Martin Klöckener: Geschichte der Liturgie in den Kirchen des Westens. Rituelle Entwicklungen, theologische Konzepte und kulturelle Kontexte 1: Von der Antike bis zur Neuzeit; 2: Moderne und Gegenwart. Aschendorff, Münster 2018.
- mit Gregor Maria Hoff und Julia Knop (Hrsg.): Amt – Macht – Liturgie (= Quaestiones disputatae, Band 308). Herder, Freiburg 2020, ISBN 978-3-451-02308-8.
- mit Judith Gruber, Gregor Maria Hoff und Julia Knop: Laboratorium Weltkirche. Die Amazonien-Synode und ihre Potenziale (= Quaestiones disputatae, Band 322). Herder, Freiburg 2022, ISBN 978-3-451-02322-4.
- mit Stephan Winter (Hrsg.): Im Aufbruch. Liturgie und Liturgiewissenschaft vor neuen Herausforderungen. Aschendorff, Münster 2022, ISBN 978-3-402-24824-9.
- mit Claudia D. Bergmann, Tessa Rajak und Rebecca Ullrich: The Power of Psalms in Post-Biblical Judaism. Liturgy, Ritual and Community (= Ancient Judaism and Early Christianity, Band 118). Brill, Leiden 2023, ISBN 978-90-04-67827-9.
- mit Harald Buchinger und Alexander Zerfaß (Hrsg.): Liturgie – „Werk des Volkes“? Gelebte Religiosität als Thema der Liturgiewissenschaft (= Quaestiones disputatae, Band 324). Herder, Freiburg 2023, ISBN 978-3-451-02324-8.
- mit Lea Lerch und Stephan Winter: Rituelles und pastorales Handeln im Kontext von Pandemien und Epidemien (= Liturgiewissenschaftliche Quellen und Forschungen, Band 117). Aschendorff, Münster 2024, ISBN 978-3-402-11296-0.